# Palmer (Nebraska)
Palmer je selo u američkoj saveznoj državi Nebraska. Prema popisu stanovništva iz 2010. u njemu je živjelo 472 stanovnika.